# Расстановка сил в операции «Барбаросса»
Представлена расстановка сил советских, немецких, румынских, венгерских и словацких войск, участвовавших в операции «Барабаросса» на 22 июня 1941 года.
В статье также указаны советские, немецкие и финские войска, находившиеся на северном театре (Карелия, Заполярье). Боевые действия тут начались 25 июня и данный театр военных действий обычно в историографии рассматривается отдельно и не относится к операции «Барбаросса».

## СССР

### Сухопутные войска и авиация
В СССР на базе военных округов, находившихся на западной границе, согласно решению Политбюро от 21 июня 1941 г. было создано четыре фронта. 24 июня был создан Северный фронт.

#### Северный фронт
Командующий: Маркиан Михайлович Попов
- 7-я армия (командующий генерал-лейтенант Ф. П. Гореленко)
  - 54-я стрелковая дивизия
  - 71-я стрелковая дивизия
  - 168-я стрелковая дивизия
  - 237-я стрелковая дивизия
  - 55-я смешанная авиационная дивизия
  - 26-й укреплённый район
- 14-я армия (командующий генерал-лейтенант В. А. Фролов)
  - 42-й стрелковый корпус
    - 104-я стрелковая дивизия
    - 122-я стрелковая дивизия

  - 14-я стрелковая дивизия
  - 52-я стрелковая дивизия
  - 1-я танковая дивизия
  - 1-я смешанная авиационная дивизия
  - 23-й укреплённый район
- 23-я армия (командующий генерал-лейтенант П. С. Пшенников)
  - 19-й стрелковый корпус
    - 115-я стрелковая дивизия
    - 142-я стрелковая дивизия

  - 50-й стрелковый корпус
    - 43-я стрелковая дивизия
    - 70-я стрелковая дивизия
    - 123-я стрелковая дивизия

  - 10-й механизированный корпус
    - 21-я танковая дивизия
    - 24-я танковая дивизия
    - 198-я моторизованная дивизия

  - 5-я смешанная авиационная дивизия
  - 41-я бомбардировочная авиационная дивизия
  - 27-й укреплённый район
  - 28-й укреплённый район
- соединения и части фронтового подчинения
  - 1-й механизированный корпус
    - 3-я танковая дивизия
    - 163-я моторизованная дивизия

  - 2-й корпус (ПВО)
  - 177-я стрелковая дивизия
  - 191-я стрелковая дивизия
  - 8-я стрелковая бригада
  - 22-й укреплённый район
  - 25-й укреплённый район
  - 29-й укреплённый район

#### Северо-Западный фронт
Командующий: Фёдор Исидорович Кузнецов
- 8-я армия
- 11-я армия
- 27-я армия

#### Западный фронт
Командующий: Дмитрий Григорьевич Павлов
- 3-я армия
- 4-я армия
- 10-я армия

#### Юго-Западный фронт
Командующий: Михаил Петрович Кирпонос
- 5-я армия
- 6-я армия
- 12-я армия
- 26-я армия

### ВМФ
- Балтийский флот (командующий В. Ф. Трибуц) был расположен в Балтийском море. Он имел в своём составе 2 линкора, 2 крейсера, 2 лидера эсминцев, 19 эсминцев, 65 подводных лодок, 48 торпедных катеров и другие корабли, 656 самолётов.
- Черноморский флот (командующий Ф. С. Октябрьский) был расположен в Чёрном море. Он имел в своём составе 1 линкор, 5 крейсеров, 3 лидеров эсминцев и 16 эсминцев, 47 подводных лодок, 2 бригады торпедных катеров, несколько дивизионов тральщиков, сторожевых и противолодочных катеров, свыше 600 самолётов[1].
- Северный флот  (командующий А. Г. Головко)
- Дунайская военная флотилия (командующий Н. О. Абрамов) 5 мониторов, дивизион бронекатеров, отряд тральщиков, отряд полуглиссеров[1].

По мнению британского историка Тарика Али:
Вопреки распространенному мифу, вермахт никогда не обладал превосходством над Красной армией вдоль линии
их соприкосновения. Напротив, превосходство советских войск было подавляющим: семь к одному по танкам — 24 600 находившихся в боевой готовности машин против 3500 немецких и четыре к одному по самолетам.

## Страны Оси

### Войска в Заполярье и Финляндии
- Армия «Норвегия» (командующий Николаус фон Фалькенхорст)
  - Горный армейский корпус «Норвегия» (командующий Эдуард Дитль)
    - 2-я горнопехотная дивизия
    - 3-я горнопехотная дивизия
    - 192-я пехотная дивизия
    - 702-я пехотная дивизия
    - 388-й пехотный полк 214-й пехотной дивизии

  - 36-й армейский корпус (командующий Отто Файге)
    - 169-я пехотная дивизия
    - Бригадная боевая группа СС «Норд»
    - 40-й отдельный танковый батальон
    - 211-й отдельный танковый батальон

  - 3-й армейский корпус (Финляндия) (командующий Ялмар Сииласвуо)
    - 3-я пехотная дивизия (Финляндия)
    - 6-я пехотная дивизия (Финляндия)
- Карельская армия (Финляндия) (командующий Аксель Эрик Хейнрикс)
  - 14-я пехотная дивизия (Финляндия)
  - 6-й армейский корпус (Финляндия) (командующий Пааво Талвела)
    - 5-я пехотная дивизия (Финляндия)
    - 11-я пехотная дивизия (Финляндия)

  - 7-й армейский корпус (Финляндия) (командующий Юхан Волдемар Хэгглунд)
    - 7-я пехотная дивизия (Финляндия)
    - 19-я пехотная дивизия (Финляндия)

  - Дивизионная группа «О» (Финляндия) (командующий В.Ойнонен)
    - 1-я егерская бригада (Финляндия)
    - 2-я егерская бригада (Финляндия)
    - Кавалерийская бригада (Финляндия)

  - Резерв
    - 1-я пехотная дивизия (Финляндия)
    - 163-я пехотная дивизия

  - 1-й армейский корпус (Финляндия) (командующий Эйнар Мякинен) — штаб сформирован в августе
- Юго-Восточная армия (Финляндия) (командующий Карл Густав Маннергейм)
  - 2-й армейский корпус (Финляндия) (командующий Лаатикайнен)
    - 2-я пехотная дивизия (Финляндия)
    - 15-я пехотная дивизия (Финляндия)
    - 18-я пехотная дивизия (Финляндия)

  - 4-й армейский корпус (Финляндия) (командующий Карл Леннарт Эш)
    - 4-я пехотная дивизия (Финляндия)
    - 8-я пехотная дивизия (Финляндия)
    - 12-я пехотная дивизия (Финляндия)

  - Резерв
    - 10-я пехотная дивизия (Финляндия)
- Группа «Ханко» (Финляндия)
  - 17-я пехотная дивизия (Финляндия)

### Группа армий «Север»
Командующий: генерал-фельдмаршал Вильгельм Риттер фон Лееб
- 18-я армия (командующий — генерал-полковник Георг фон Кюхлер)
  - 291-я пехотная дивизия (с августа в 42-м армейском корпусе)
  - 26-й армейский корпус (командующий Альберт Водриг)
    - 61-я пехотная дивизия (с августа в 42-м армейском корпусе)
    - 217-я пехотная дивизия (с августа в 42-м армейском корпусе)
    - 93-я пехотная дивизия (передана в июле из резерва ОКХ)
    - 1-я пехотная дивизия из 1-го армейского корпуса (с июля по август)

  - 1-й армейский корпус (командующий Куно фон Бот) — с сентября в 16-й армии
    - 1-я пехотная дивизия (с июля в 26-м армейском корпусе, с августа в 41-м корпусе 4-й танковой группы, с сентября в 38-м армейском корпусе)
    - 11-я пехотная дивизия
    - 21-я пехотная дивизия

  - 38-й армейский корпус | 2-й эшелон | (командующий Фридрих-Вильгельм фон Шаппюи[англ.]) — с августа в 4-й танковой группе, с сентября вновь в 18-й армии
    - 58-я пехотная дивизия
    - 254-я пехотная дивизия (передана в июле в 26-й армейский корпус)
    - 1-я пехотная дивизия из 41-го моторизованного корпуса (с сентября)

  - 42-й армейский корпус (штаб передан в августе из группы армий «Центр»)
    - 61-я пехотная дивизия из 26-го армейского корпуса
    - 217-я пехотная дивизия из 26-го армейского корпуса
    - 254-я пехотная дивизия из 26-го армейского корпуса
    - 291-я пехотная дивизия из 1-го армейского корпуса
- 4-я танковая группа (командующий — генерал-полковник Эрих Хёпнер)
  - 41-й моторизованный корпус (командующий Ганс Райнхардт)
    - 1-я танковая дивизия
    - 6-я танковая дивизия
    - 36-я моторизованная дивизия
    - 269-я пехотная дивизия
    - 1-я пехотная дивизия из 26-го армейского корпуса (с августа по сентябрь)

  - 56-й моторизованный корпус (командующий — генерал пехоты Эрих фон Манштейн)
    - 8-я танковая дивизия
    - 3-я моторизованная дивизия
    - 290-я пехотная дивизия

  - Резерв
    - Моторизованная дивизия СС «Тотенкопф»

  - 38-й армейский корпус из 18-й армии (с августа по сентябрь)
- 16-я армия (командующий — генерал-полковник Эрнст Буш)
  - 10-й армейский корпус (командующий Христиан Хансен)
    - 30-я пехотная дивизия
    - 126-я пехотная дивизия

  - 28-й армейский корпус (командующий Мориц фон Викторин)
    - 122-я пехотная дивизия
    - 123-я пехотная дивизия

  - 2-й армейский корпус (командующий Вальтер фон Брокдорф-Алефельдт)
    - 12-я пехотная дивизия
    - 32-я пехотная дивизия
    - 121-я пехотная дивизия

  - Резерв
    - 253-я пехотная дивизия

  - 50-й армейский корпус (штаб передан в июле 1941 из резерва ОКХ)
    - 96-я пехотная дивизия (передана в июле из резерва ОКХ)
    - 4-я полицейская моторизованная дивизия СС (передана в июле из резерва ОКХ)

  - 1-й армейский корпус из 18-й армии (с сентября)
- Резерв группы армий:
  - 23-й армейский корпус (командующий Альбрехт Шуберт) — с июля в 3-й танковой группе.
    - 206-я пехотная дивизия
    - 251-я пехотная дивизия
- 101-е командование по охране тыла
  - 207-я охранная дивизия
  - 281-я охранная дивизия
  - 285-я охранная дивизия
  - Полицейский полк «Север»

### Группа армий «Центр»
Командующий: генерал-фельдмаршал Фёдор фон Бок
- 3-я танковая группа (командующий — генерал-полковник Герман Гот)
  - 39-й моторизованный корпус (командующий Рудольф Шмидт)
    - 7-я танковая дивизия
    - 20-я танковая дивизия
    - 14-я моторизованная дивизия — с июля в 57-м мотокорпусе.
    - 20-я моторизованная дивизия

  - 57-й моторизованный корпус (командующий — генерал танковых войск Адольф Кунцен)
    - 12-я танковая дивизия — с июля в 39-м мотокорпусе.
    - 19-я танковая дивизия
    - 18-я моторизованная дивизия — с июля в 39-м мотокорпусе.

  - 900-я учебная моторизованная бригада
  - 101-й огнемётный танковый батальон
- 9-я армия (командующий — генерал-полковник Адольф Штраус)
  - 6-й армейский корпус (командующий Отто Ферстер) — с 23 июня, первоначально оперативно подчинялся 3-й танковой группе
    - 6-я пехотная дивизия
    - 26-я пехотная дивизия

  - 5-й армейский корпус (командующий Рихард Руофф) — с 23 июня, первоначально оперативно подчинялся 3-й танковой группе
    - 5-я пехотная дивизия
    - 35-я пехотная дивизия

  - 8-й армейский корпус (командующий Вальтер Хайтц)
    - 8-я пехотная дивизия
    - 28-я пехотная дивизия
    - 161-я пехотная дивизия

  - 20-й армейский корпус (командующий Фридрих Матерна) — с сентября в 4-й армии
    - 162-я пехотная дивизия
    - 256-я пехотная дивизия
    - 7-я пехотная дивизия из 24-го моторизованного корпуса (с сентября)
    - 78-я пехотная дивизия из 7-го армейского корпуса (с сентября)

  - 42-й армейский корпус (командующий Вальтер Кунце)
    - 87-я пехотная дивизия
    - 102-я пехотная дивизия
    - 129-я пехотная дивизия
    - 106-я пехотная дивизия ??? — На 22 июня входила в состав 6-го корпусного округа. С 25 июня в резерве ОКХ при группе армий «Центр».
    - 110-я пехотная дивизия ??? — На 22 июня в резерве ОКХ при группе армий «Центр».
- 4-я армия (командующий — генерал-фельдмаршал Гюнтер фон Клюге)
  - 7-й армейский корпус (командующий Вильгельм Фармбахер) — с августа во 2-й танковой группе, с сентября вновь в 4-й армии
    - 7-я пехотная дивизия (с августа в 24-м моторизованном корпусе 2-й танковой группы, с сентября в 20-м армейском корпусе)
    - 23-я пехотная дивизия
    - 221-я охранная дивизия
    - 258-я пехотная дивизия
    - 268-я пехотная дивизия
    - 78-я пехотная дивизия из 13-го армейского корпуса (с августа по сентябрь)

  - 9-й армейский корпус (командующий Герман Гейер)
    - 137-я пехотная дивизия
    - 263-я пехотная дивизия
    - 292-я пехотная дивизия
    - 17-я пехотная дивизия из 13-го армейского корпуса (с июля по август)
    - 15-я пехотная дивизия из 46-го моторизованного корпуса (с сентября)

  - 43-й армейский корпус (командующий Готхард Хейнрици) — с июля во 2-й армии
    - 131-я пехотная дивизия
    - 134-я пехотная дивизия
    - 252-я пехотная дивизия

  - 12-й армейский корпус (командующий Вальтер Шрот) — первоначально оперативно подчинялся 2-й танковой группе, с августа во 2-й армии, с сентября вновь в 4-й
    - 31-я пехотная дивизия
    - 34-я пехотная дивизия
    - 45-я пехотная дивизия (с июля в 53-м армейском корпусе резерва группы, с августа в 35-м армейском корпусе 2-й армии)

  - 13-й армейский корпус | 2-й эшелон | (командующий Ханс Фельбер) — с августа во 2-й армии
    - 17-я пехотная дивизия (с июля в 9-м армейском корпусе, с августа вновь в 13-м)
    - 78-я пехотная дивизия (с августа в 7-м армейском корпусе 2-й танковой группы, с сентября в 20-м армейском корпусе 4-й армии)

  - Резерв
    - 286-я охранная дивизия

  - 20-й армейский корпус из 9-й армии (с сентября)
- 2-я танковая группа (командующий — генерал-полковник Гейнц Гудериан; начальник штаба — подполковник барон фон Либенштайн)
  - 24-й моторизованный корпус (командующий Лео Гейр фон Швеппенбург)
    - 3-я танковая дивизия
    - 4-я танковая дивизия
    - 10-я моторизованная дивизия
    - 1-я кавалерийская дивизия
    - 267-я пехотная дивизия
    - 7-я пехотная дивизия из 7-го армейского корпуса (с августа)

  - 47-й моторизованный корпус (командующий — генерал артиллерии Йоахим Лемельзен)
    - 17-я танковая дивизия
    - 18-я танковая дивизия
    - 29-я моторизованная дивизия
    - 167-я пехотная дивизия
    - 255-я пехотная дивизия

  - 46-й моторизованный корпус | 2-й эшелон | (командующий — генерал танковых войск Генрих фон Фитингхоф)
    - 10-я танковая дивизия
    - Моторизованная дивизия СС «Рейх»
    - пехотный полк «Великая Германия»
    - 15-я пехотная дивизия из 35-го армейского корпуса (с августа по сентябрь)

  - 100-й огнемётный танковый батальон
  - 7-й армейский корпус из 4-й армии (с августа по сентябрь)
- Резерв группы армий:
  - 53-й армейский корпус (командующий Карл Вайзенбергер) — с августа во 2-й армии
    - 293-я пехотная дивизия
    - 52-я пехотная дивизия (передана в июле из резерва ОКХ)
    - 45-я пехотная дивизия из 12-го армейского корпуса (с июля по август)
- 102-е командование по охране тыла
  - 403-я охранная дивизия
  - Полицейский полк «Центр»[англ.]
- Командование рейхсфюрера СС
  - 1-я моторизованная бригада СС
  - 2-я моторизованная бригада СС
  - 1-й и 2-й кавалерийские полки СС (с 27 июля Кавалерийская бригада СС)
  - Добровольческий штандарт СС «Гамбург»
- 2-я армия (штаб передан в июле из резерва ОКХ)
  - 35-й армейский корпус (штаб передан в июле из резерва ОКХ)
    - 15-я пехотная дивизия (передана в июле из резерва ОКХ)
    - 112-я пехотная дивизия (передана в июле из резерва ОКХ)
    - 197-я пехотная дивизия (передана в июле из резерва ОКХ)
    - 45-я пехотная дивизия из 53-го армейского корпуса (с августа)

  - 43-й армейский корпус из 4-й армии (с июля)
  - 12-й армейский корпус из 4-й армии (с августа по сентябрь)
  - 13-й армейский корпус из 4-й армии (с августа)
  - 53-й армейский корпус из резерва группы (с августа)

### Группа армий «Юг»

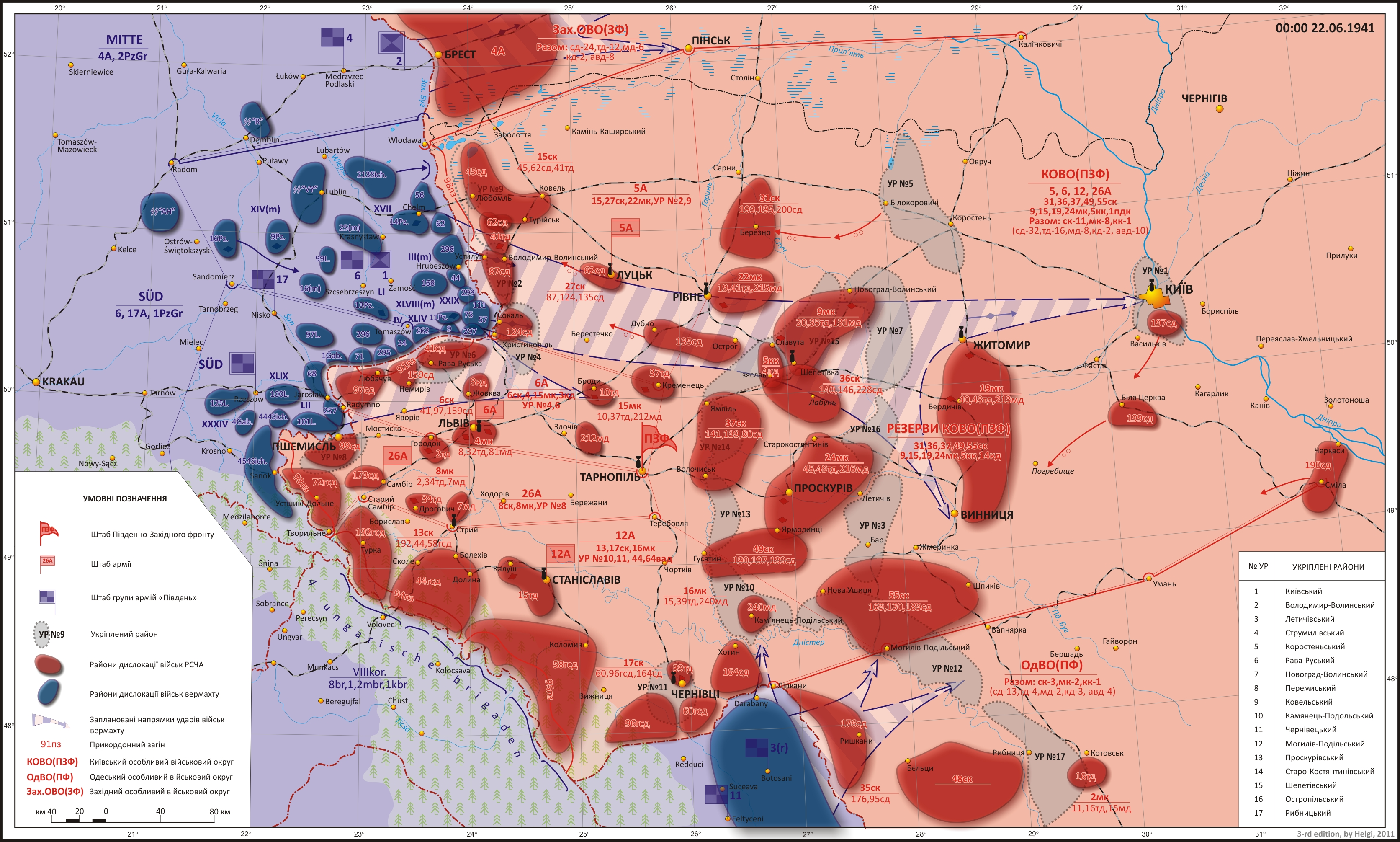
Расстановка сил в полосе Группы армий «Юг» в ночь на 22 июня 1941

Командующий: генерал-фельдмаршал Герд фон Рундштедт
- 6-я армия (командующий — генерал-фельдмаршал Вальтер фон Рейхенау)
  - 17-й армейский корпус (командующий — генерал пехоты Вернер Киниц)
    - 44-я пехотная дивизия (с июля в 29-м армейском корпусе, с августа в 55-м, с сентября вновь в 17-м)
    - 56-я пехотная дивизия (с сентября в резерве армии)
    - 62-я пехотная дивизия (с сентября в резерве армии)
    - 79-я пехотная дивизия из 51-го армейского корпуса (с августа по сентябрь)

  - 29-й армейский корпус (командующий Ханс фон Обстфельдер)
    - 111-я пехотная дивизия
    - 299-я пехотная дивизия
    - 44-я пехотная дивизия из 17-го армейского корпуса (с июля по август)
    - 71-я пехотная дивизия из резерва группы (с августа)
    - 75-я пехотная дивизия из 55-го армейского корпуса (с сентября)

  - 44-й армейский корпус (командующий — генерал пехоты Фридрих Кох) — с августа в 1-й танковой группе
    - 297-я пехотная дивизия
    - 9-я пехотная дивизия из 55-го армейского корпуса (с июля по август)
    - 57-я пехотная дивизия из 55-го армейского корпуса (с июля по август)
    - 24-я пехотная дивизия (с август по сентябрь)

  - 55-й армейский корпус (командующий — генерал пехоты Эрвин Фиров)
    - 9-я пехотная дивизия (с июля в 44-м армейском корпусе, с августа в 4-м армейском корпусе, с сентября в резерве 17-й армии)
    - 57-я пехотная дивизия (с июля в 44-м армейском корпусе, с августа в 3-м моторизованном корпусе 1-й танковой группы, с сентября в резерве 17-й армии)
    - 75-я пехотная дивизия (с сентября в 29-м армейском корпусе)
    - 44-я пехотная дивизия из 29-го армейского корпуса (с августа по сентябрь)

  - 168-я пехотная дивизия
  - 213-я охранная дивизия
  - 298-я пехотная дивизия (в резерве)
  - 51-й армейский корпус (штаб прибыл в июле из резерва ОКХ)
    - 79-я пехотная дивизия (прибыла в июле из резерва ОКХ, с августа в 17-м армейском корпусе, с сентября вновь в 51-м)
    - 95-я пехотная дивизия (прибыла в июле из резерва ОКХ)
    - 113-я пехотная дивизия (прибыла в июле из резерва ОКХ)

  - 4-й армейский корпус из 17-й армии (с августа)
    - В корпус была включена 9-я пехотная дивизия из 44-го армейского корпуса
- 1-я танковая группа (командующий — генерал-полковник Эвальд фон Клейст)
  - 3-й моторизованный корпус (командующий — генерал кавалерии Эберхард фон Макензен)
    - 13-я танковая дивизия
    - 14-я танковая дивизия
    - 25-я моторизованная дивизия
    - 57-я пехотная дивизия из 44-го армейского корпуса (с августа по сентябрь)

  - 14-й моторизованный корпус (командующий — генерал пехоты Густав фон Витерсхайм)
    - 9-я танковая дивизия
    - Моторизованная дивизия СС «Викинг»

  - 48-й моторизованный корпус (командующий — генерал танковых войск Вернер Кемпф)
    - 11-я танковая дивизия
    - 16-я танковая дивизия
    - 16-я моторизованная дивизия

  - Резерв
    - Моторизованная бригада СС «Лейбштандарт Адольф Гитлер»
- 17-я армия (командующий — генерал пехоты Карл-Генрих фон Штюльпнагель)
  - 4-й армейский корпус (командующий Виктор фон Шведлер) — с августа в 6-й армии
    - 24-я пехотная дивизия (с августа в 44-м армейском корпусе 1-й танковой группы, с сентября вновь в 4-м армейском корпусе)
    - 71-я пехотная дивизия (с июля в резерве группы, с августа в 29-м армейском корпусе 6-й армии)
    - 262-я пехотная дивизия
    - 295-я пехотная дивизия
    - 296-я пехотная дивизия
    - 125-я пехотная дивизия (прибыла в июле 1941 из резерва ОКХ)
    - 68-я пехотная дивизия из 49-го горнострелкового корпуса (с августа по сентябрь)

  - 49-й горный армейский корпус (командующий Людвиг Кюблер)
    - 1-я горнопехотная дивизия
    - 68-я пехотная дивизия (с августа в 4-м армейском корпусе 6-й армии, с сентября в 44-м армейском корпусе)
    - 257-я пехотная дивизия
    - 4-я горнопехотная дивизия (прибыла в июле 1941 из резерва ОКХ)

  - 52-й армейский корпус (командующий Курт фон Бризен)
    - 101-я лёгкая пехотная дивизия

  - 103-е командование по охране тыла
    - 444-я охранная дивизия
    - 454-я охранная дивизия

  - 44-й армейский корпус (с сентября)
    - 68-я пехотная дивизия из 4-го армейского корпуса
    - 76-я пехотная дивизия из 11-го армейского корпуса

  - Резерв
  - 97-я лёгкая пехотная дивизия
  - 100-я лёгкая пехотная дивизия
  - 9-я пехотная дивизия из 4-го армейского корпуса (с сентября)
  - 57-я пехотная дивизия из 3-го моторизованного корпуса (с сентября)
- Резерв группы армий:
  - 99-я лёгкая пехотная дивизия
  - Полицейский полк «Юг»
  - 34-й армейский корпус (штаб передан в июле из резерва ОКХ)
    - 132-я пехотная дивизия (передана в июле из резерва ОКХ)

  - 71-я пехотная дивизия из 4-го армейского корпуса (с июля по август)

Войска Словакии, Венгрии и Италии
- Экспедиционный корпус (Словакия) (командующий Фердинанд Чатлош)
  - 1-я пехотная дивизия (Словакия)
  - 2-я пехотная дивизия (Словакия)
- Моторизованная бригада Пилфусека (Словакия) — создана на базе подвижных частей экспедиционного корпуса
- 8-й армейский корпус (Венгрия) (командующий …)
  - 1-я горнопехотная бригада (Венгрия)
  - 8-я пограничная бригада (Венгрия)
- Подвижный корпус (Венгрия) (командующий …)
  - 1-я моторизованная бригада (Венгрия)
  - 2-я моторизованная бригада (Венгрия)
  - 1-я кавалерийская бригада (Венгрия)
- Экспедиционный корпус (Италия) (командующий Франческо Зингалес, затем Джованни Мессе) — со 2 июля
  - 3-я бронекавалерийская дивизия «Принц Амедео герцог д’Аоста» (Италия)
  - 9-я пехотная дивизия «Пасубио» (Италия)
  - 52-я пехотная дивизия «Торино» (Италия)

Войска в Румынии (номинальный командующий Йон Антонеску)
- 3-я армия (Румыния) (командующий Петре Думитреску)
  - горный армейский корпус (Румыния)
    - 7-я пехотная дивизия (Румыния)
    - 1-я горнопехотная бригада (Румыния)
    - 2-я горнопехотная бригада (Румыния)
    - 4-я горнопехотная бригада (Румыния)

  - Кавалерийский корпус (Румыния)
    - 5-я кавалерийская бригада (Румыния)
    - 6-я кавалерийская бригада (Румыния)
    - 8-я кавалерийская бригада (Румыния)
- 11-я армия (командующий — генерал-полковник Ойген фон Шоберт)
  - 11-й армейский корпус (командующий Йоахим фон Корцфляйш)
    - 76-я пехотная дивизия (с сентября в 52-м армейском корпусе 17-й армии)
    - 239-я пехотная дивизия
    - 6-я пехотная дивизия (Румыния)
    - 8-я пехотная дивизия (Румыния)
    - 22-я пехотная дивизия (с июля по сентябрь)

  - 30-й армейский корпус (командующий Ханс фон Зальмут)
    - 198-я пехотная дивизия
    - 13-я пехотная дивизия (Румыния) ???
    - 14-я пехотная дивизия (Румыния)
    - 46-я пехотная дивизия (передана в августе из резерва ОКХ)

  - 54-й армейский корпус (командующий Эрик Хансен)
    - 50-я пехотная дивизия (с сентября в резерве армии)
    - 170-я пехотная дивизия
    - 5-я пехотная дивизия (Румыния)
    - 72-я пехотная дивизия (с августа)
    - 73-я пехотная дивизия (передана в июле из резерва ОКХ, в августе вошла в состав корпуса)

  - Резерв
    - 22-я пехотная дивизия (с июля в 11-м армейском корпусе, с сентября в 30-м)
    - 1-я танковая бригада (Румыния)

  - Военная миссия в Румынии
    - 72-я пехотная дивизия (с августа в 54-м армейском корпусе)
- 4-я армия (Румыния) (командующий Никола Кьюперка)
  - 3-й армейский корпус (Румыния)
    - Королевская гвардейская дивизия (Румыния)
    - 11-я пехотная дивизия (Румыния)
    - 15-я пехотная дивизия (Румыния)
    - 35-я резервная дивизия (Румыния) ???

  - 5-й армейский корпус (Румыния)
    - 21-я пехотная дивизия (Румыния)
    - Пограничная дивизия (Румыния)

  - 11-й армейский корпус (Румыния)
    - 1-я крепостная бригада (Румыния)
    - 2-я крепостная бригада (Румыния)
    - 17-й пехотный полк (Румыния)
- 2-й отдельный армейский корпус (Румыния)
  - 9-я пехотная дивизия (Румыния)
  - 10-я пехотная дивизия (Румыния)
  - Группа морской пехоты (Румыния)
  - 7-я кавалерийская бригада (Румыния)
- Резерв
  - 1-я пехотная дивизия (Румыния) ???
  - 2-я пехотная дивизия (Румыния) ???
  - 3-я пехотная дивизия (Румыния) ???
  - 10-я пехотная дивизия (Румыния) ???
  - 18-я пехотная дивизия (Румыния) ???
  - 1-я кавалерийская бригада (Румыния) ???
  - 9-я кавалерийская бригада (Румыния) ???

### Резерв ОКХ
- Штаб 2-й армии (командующий — генерал-полковник Максимилиан фон Вейхс) — передан в июле в группу армий «Центр»
- 34-й армейский корпус (передан в группу армий «Юг»)
  - 132-я пехотная дивизия
- 35-й армейский корпус (передан в июле в группу армий «Центр»)
  - 15-я пехотная дивизия
  - 112-я пехотная дивизия
  - 197-я пехотная дивизия
- 40-й моторизованный корпус (командующий — генерал танковых войск Георг Штумме) — передан в сентябре в группу армий «Центр»
  - 2-я танковая дивизия
  - 5-я танковая дивизия
- 50-й армейский корпус (командующий Георг Линдеман) — передан в июле в группу армий «Север»
  - 4-я полицейская пехотная дивизия СС
  - 96-я пехотная дивизия
- 51-й армейский корпус (командующий — генерал пехоты Ганс-Вольфганг Рейнхард) — передан в группу армий «Юг»
  - 79-я пехотная дивизия
  - 95-я пехотная дивизия
  - 113-я пехотная дивизия
- 46-я пехотная дивизия (передана в августе в группу армий «Юг»)
- 52-я пехотная дивизия (передана в июле в группу армий «Центр»)
- 73-я пехотная дивизия (передана в июле в группу армий «Юг»)
- 86-я пехотная дивизия (передана в июле в группу армий «Центр»)
- 93-я пехотная дивизия (передана в июле в группу армий «Север»)
- 94-я пехотная дивизия (передана в июле в группу армий «Юг»)
- 98-я пехотная дивизия (передана в группу армий «Юг»)
- 125-я пехотная дивизия (передана в июле в группу армий «Юг»)
- 183-я пехотная дивизия
- 250-я пехотная дивизия (Испания)
- 258-я пехотная дивизия
- 260-я пехотная дивизия (передана в июле в группу армий «Центр»)
- 294-я пехотная дивизия
- 4-я горнопехотная дивизия (передана в июле в группу армий «Юг»)
- 60-я моторизованная дивизия (передана в июле в группу армий «Юг»)